# Río Eden
El río Eden (en latín: Ituna) es un corto río costero de la vertiente del mar de Irlanda del Reino Unido que discurre en su totalidad en el condado de Cumbria en el norte de Inglaterra. Con una longitud de 145 kilómetros, es el 13.º río más largo del Reino Unido. 
El Eden ha llevado el nombre latín de Ituna desde el siglo II, el cual deriva de Itauna, palabra celta para el agua. Claudio Ptolomeo, el geógrafo griego, registró su nombre por primera vez.
El Eden nace a una altitud de 670 metros cerca de la localidad de Mallerstag, con el nombre de Red Gill Beck, y más tarde como Hell Gill Beck. A una altitud de 400 m el Eden corre hacia el norte, y la primera villa a su lado es Kirkby Stephen, y después pasa por Appleby-in-Westmorland. Luego, el Eden atraviesa su única ciudad, Carlisle, la capital de Cumbria. Finalmente, el río desagua formando un estuario (compartido con el río Esk) y desemboca en el Fiordo de Solway en el mar de Irlanda.